# 村川豐
村川豐（日语：／ Murakawa Yutaka、1958年1月29日—），日本海上自衛隊將領，神奈川縣人，2016年至2019年間擔任第33任海上幕僚長（海軍參謀長），亦為海上自衛隊首位後方支援勤務出身的幕僚長。村川自防衛大學校畢業，1981年展開軍旅生涯，官至幕僚長前，經歷部隊補給、經理、人事、裝備等領域的崗位，及海上幕僚副長（副參謀長）、基地隊司令、校長等職。

## 略歷

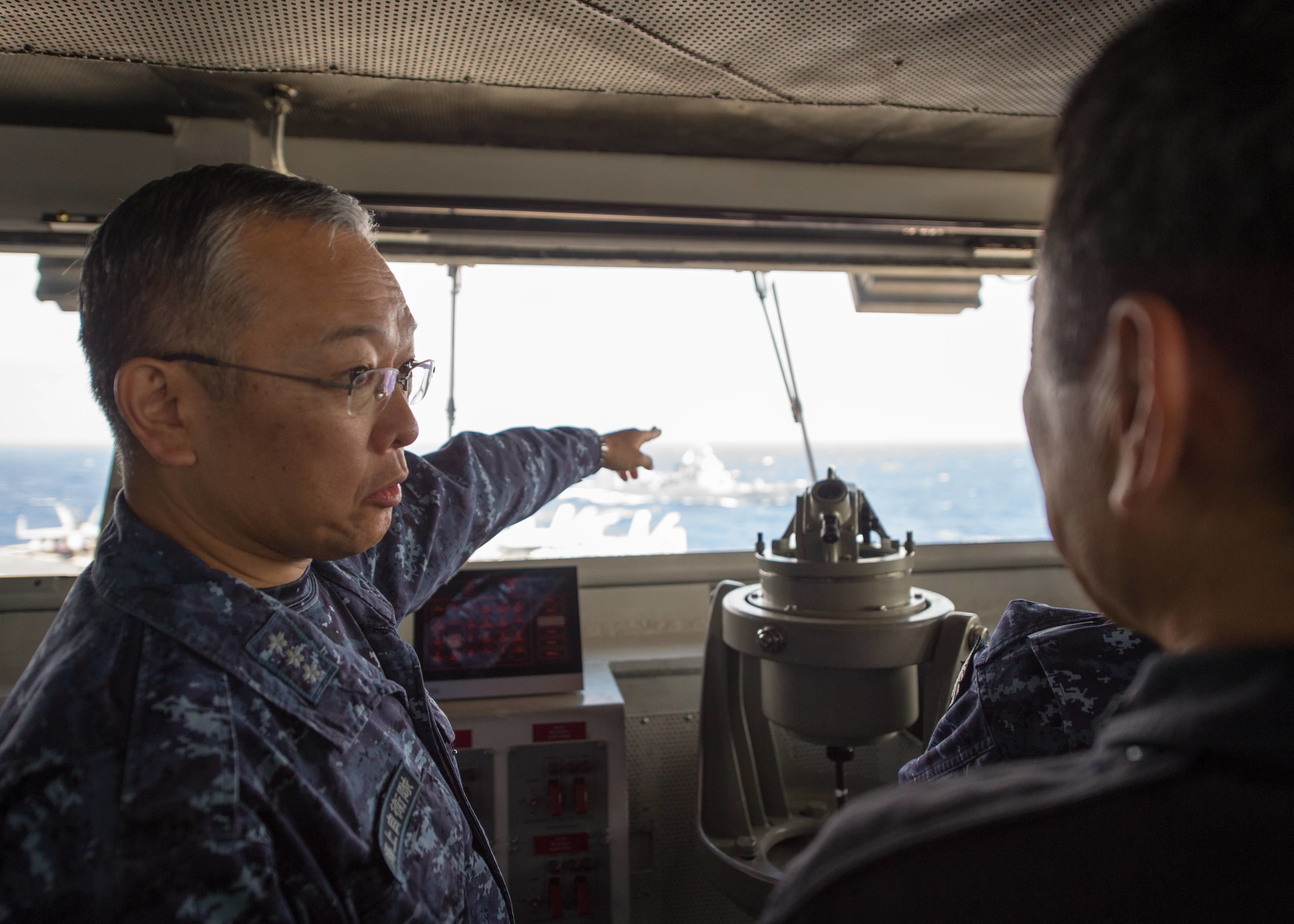
村川豐（左），海上自衛隊幕僚副長任內，2016年11月3日攝

村川豐於1958年1月29日誕生在神奈川縣川崎市，入讀防衛大學校25期，主修國際關係論學，1981年畢業後，遂於同年3月加入海上自衛隊服役。1995年7月，升任2等海佐（中校），繼於2000年1月晉級為1等海佐（上校），2001年6月調入海上幕僚監部（海軍參謀部）人事計畫課服勤，12月改任同課的企劃班長。2003年12月，他改隸海上幕僚監部經理課，兼任經理調整官和經理班長，2004年12月則至長崎縣的佐世保地方總監部擔任經理部長。2006年8月起，村川調返海上幕僚監部，成為總務課長。
2008年3月，村川豐正式晉升將領，授階為海將補（少將），並出任海上幕僚監部的總務部副部長。2009年3月後派赴兵庫縣、任阪神基地隊司令，2010年7月改至海上自衛隊第4術科學校當校長，2011年8月起重回海上幕僚監部，接掌人事教育部長職位。2013年8月，村川升為海將（中將）[註1]，繼任海上自衛隊後方業務中樞機構——海上自衛隊補給本部本部長，除對海上自衛隊後方支援相關事項進行規劃、綜合調整和指導外，亦掌管裝備和彈藥調撥、整備。2015年8月，村川升任海上幕僚副長，任內見證日本正式成為印度－美國「馬拉巴爾」海上聯合軍演的第三個常任參與國，並以幕僚副長身分代表日方赴印出席演習。
2016年12月22日，村川出任海上幕僚長（上將），接替12月20日因日本內閣閣議批准而退役的前任幕僚長武居智久，自此成為1954年海上自衛隊創隊以來，首位後方勤務出身的幕僚長，在以往多數由艦艇、航空相關勤務背景者擔任海上幕僚長的自衛隊史中創下首例。2019年3月19日，防衛省發布的將級人事令中，宣布村川於該年4月1日起退役，職務由海上幕僚副長山村浩海將接任。